# ACT Music
L’ACT è una casa discografica tedesca, specializzata in edizioni jazz, fondata nel 1992 da Siegried Loch ed è una divisione dell'ACT Music & Vision nata invece nel 1988 sempre ad opera di Loch e Annette Humpe. Nata in origine come etichetta pop, dopo breve Loch virò sul jazz, inizialmente ristampando la musica che aveva prodotto per Liberty, Philips e WEA prima di passare a nuove produzioni.
Il primo lavoro discografico pubblicato dall'etichetta, Jazzpaña di Vince Mendoza con la WDR Big Band di Colonia, vide la collaborazione di musicisti del calibro di Michael Brecker, Al Di Meola e Steve Khan e valse due nomination ai Grammy. L'ACT è stata votata online Etichetta discografica dell'anno  dal 2010 al 2013, nell'ambito dell' ECHO Jazz, un premio assegnato in Germania all'eccellenze, nazionali ed internazionali, in ambito jazz.
Nonostante l'impostazione definita lungo gli anni dall'etichetta abbia permesso maggiore spazio al jazz europeo e in particolare nord europeo, definendone un sound grazie ad artisti quali l'Esbjörn Svensson Trio, Nils Landgren, Bugge Wesseltoft, Philip Catherine, Marius Neset, Iiro Rantala, Lars Danielsson, Viktoria Tolstoy, Manu Katché per citarne alcuni, collabora anche con artisti d'oltreoceano come ad esempio George Mraz e Vijay Iyer.
Non mancano neppure lavori di artisti italiani come Javier Girotto, Paolo Fresu, Stefano Bollani, Rita Marcotulli, Luca Aquino, Alboran Trio.